# Kevin Hill (snowboardzista)
Kevin Hill (ur. 27 czerwca 1986 w Chilliwack) – kanadyjski snowboardzista specjalizujący się w snowcrossie, dwukrotny medalista mistrzostw świata.

## Kariera
Po raz pierwszy na arenie międzynarodowej pojawił się 7 stycznia 2006 roku w Big White, gdzie w zawodach FIS Race zajął 26. miejsce w half-pipie. Nigdy nie startował na mistrzostwach świata juniorów. W Pucharze Świata zadebiutował 13 lutego 2009 roku w Cypress Mountain, gdzie zajął 23. miejsce w snowcrossie. Na podium zawodów pucharowych po raz pierwszy stanął 7 grudnia 2013 roku w Montafon, kończąc rywalizację na trzeciej pozycji. W zawodach tych wyprzedzili go tylko Austriak Markus Schairer i Włoch Omar Visintin. Najlepsze wyniki w Pucharze Świata osiągnął w sezonie 2014/2015, kiedy to zajął czwarte miejsce w klasyfikacji snowcrossu.
Największy sukces w karierze osiągnął w 2015 roku, kiedy zdobył srebrny medal na mistrzostwach świata w Kreischbergu, przegrywając tylko z Włochem Lucą Matteottim. Dwa lata później Hill i Christopher Robanske wywalczyli brązowy medal w snowcrossie drużynowym podczas mistrzostw świata w Sierra Nevada. Na rozgrywanych w 2014 roku igrzyskach olimpijskich w Soczi zajął ósme miejsce.

## Osiągnięcia

### Igrzyska olimpijskie
| Miejsce | Dzień     | Rok  | Miejscowość | Konkurencja    | Zwycięzca       |
| ------- | --------- | ---- | ----------- | -------------- | --------------- |
| 8.      | 18 lutego | 2014 | Soczi       | Snowboardcross | Pierre Vaultier |
| 14.     | 15 lutego | 2018 | Pjongczang  | Snowboardcross | Pierre Vaultier |

### Mistrzostwa świata
| Miejsce | Dzień       | Rok  | Miejscowość   | Konkurencja         | Zwycięzca         |
| ------- | ----------- | ---- | ------------- | ------------------- | ----------------- |
| 14.     | 18 stycznia | 2011 | La Molina     | Snowboardcross      | Alex Pullin       |
| 33.     | 26 stycznia | 2013 | Stoneham      | Snowboardcross      | Alex Pullin       |
| 2.      | 16 stycznia | 2015 | Kreischberg   | Snowboardcross      | Luca Matteotti    |
| 21.     | 12 marca    | 2017 | Sierra Nevada | Snowboardcross      | Pierre Vaultier   |
| 3.      | 13 marca    | 2017 | Sierra Nevada | Snowcross drużynowy | Stany Zjednoczone |
| 30.     | 1 lutego    | 2019 | Solitude      | Snowboardcross      | Mick Dierdorff    |
| 15.     | 11 lutego   | 2021 | Idre Fjäll    | Snowboardcross      | Lucas Eguibar     |

### Puchar Świata

#### Miejsca w klasyfikacji generalnej snowcrossu
- sezon 2008/2009: 49.
- sezon 2009/2010: 24.
- sezon 2010/2011: 9.
- sezon 2011/2012: 29.
- sezon 2012/2013: 34.
- sezon 2013/2014: 6.
- sezon 2014/2015: 4.
- sezon 2015/2016: 22.
- sezon 2016/2017: 8.
- sezon 2018/2019: 10.

#### Miejsca na podium w zawodach
1. Montafon – 7 grudnia 2013 (snowboardcross) – 3. miejsce
2. Veysonnaz – 14 marca 2015 (snowboardcross) – 3. miejsce
3. Veysonnaz – 15 marca 2015 (snowboardcross) – 3. miejsce
4. Baqueira Beret – 20 marca 2016 (snowboardcross) – 2. miejsce
5. Baqueira Beret – 2 marca 2019 (snowboardcrosss) – 3. miejsce